# Orthotrichum leiolecythis
Orthotrichum leiolecythis är en bladmossart som beskrevs av C. Müller 1896. Orthotrichum leiolecythis ingår i släktet hättemossor, och familjen Orthotrichaceae. Inga underarter finns listade i Catalogue of Life.